# Хауард (округ, Техас)
Округ Ха́уард (англ. Howard County) расположен в США, штате Техас. На 2000 год численность населения составляла 33 627 человек. По оценке бюро переписи населения США в 2009 году население округа составляло 32 940 человек. Окружным центром является город Биг-Спринг.

## История
Округ Хауард был сформирован в 1876 году.

## География
Согласно данным Бюро переписи населения США, площадь округа Хауард составляет 2338 км².

### Основные шоссе
- Федеральная автострада 20
- Шоссе 87
- Автострада 176
- Автострада 350

### Соседние округа
- Борден (север)
- Митчелл (восток)
- Стерлинг (юго-восток)
- Гласкок (юг)
- Мартин (запад)

## Демография
По данным переписи населения 2000 года в округе проживало 33 627 жителей. Среди них 24,3 % составляли дети до 18 лет, 14,3 % люди возрастом более 65 лет. 45,5 % населения составляли женщины.
Национальный состав был следующим: 92,2 % белых, 4,9 % афроамериканцев, 0,8 % представителей коренных народов, 0,8 % азиатов, 42,4 % латиноамериканцев. 1,2 % населения являлись представителями двух или более рас.
Средний доход на душу населения в округе составлял $15027. 21,2 % населения имело доход ниже прожиточного минимума. Средний доход на домохозяйство составлял $38661.
Кроме того, 70,6 % взрослого населения имело законченное среднее образование, а 11,1 % имело высшее образование.